# Jan Bieniek
Jan Bieniek (ur. 1947) – polski skoczek narciarski, wicemistrz Polski na normalnej skoczni z 1969, reprezentant kraju na dwóch Turniejach Czterech Skoczni i rezerwowy zawodnik podczas Mistrzostw Świata 1970. Wicemistrz Śląska 1970. Pochodzi ze Szczyrku, reprezentował m.in. tamtejszy klub LKS Skrzyczne, pracował też jako trener w miejscowej Szkole Podstawowej nr 1 (Szkole Sportów Zimowych).

## Przebieg kariery

### Lata juniorskie
W 1958 w Wiśle zajął 26. miejsce w młodzieżowych mistrzostwach Polski kategorii Junior A. Trzy lata później w Zakopanem był 54. w zawodach tej rangi. W 1962 na Śląsku zajął natomiast 22. miejsce. W grudniu 1962 uplasował się na szóstej pozycji w wiślańskich zawodach otwarcia sezonu dla Juniorów A. W mistrzostwach Polski juniorów 1963 w Zakopanem był szesnasty. W następnym roku w Rabce startował już w grupie Junior B i uplasował się na 20. i 23. miejscu. W grudniu podczas rozgrywanego w Zakopanem konkursu kończącego sezon stanął na najniższym stopniu podium klasyfikacji Juniorów B, po skokach na 42 m i 45 m. Na młodzieżowych mistrzostwach kraju 1965 był 24. i 14. W 1966 w zawodach klasyfikacyjnych seniorów w Szczyrku był siedemnasty, a w Zakopanem – siódmy. Natomiast w konkursach Pucharu Beskidów był 19. (w Szczyrku) i 58. (w Wiśle).

### 1967–1968
5 marca 1967 zajął szóste miejsce na Mistrzostwach Polski 1967 na Wielkiej Krokwi, po dwóch skokach na 92,5 m. Reprezentował wówczas klub LSK Skrzyczne Szczyrk. Rok później w rozgrywanych na Śląsku MP zajął 18. miejsce na normalnej i 14. na dużej skoczni. W konkursie Pucharu Beskidów w Szczyrku zajął siódme miejsce.
W marcu 1968 wystąpił w zawodach międzynarodowych w Lahti, gdzie zajął 65. miejsce.

### 1968/1969
Sezon 1968/1969 był dla Bieńka najlepszym w rywalizacji krajowej. Skakał wówczas w barwach WKS Zakopane.
5 stycznia 1969 w Klasyfikacyjnym Otwartym Konkursie Skoków z okazji 50-lecia PZN w Zakopanem uplasował się na trzecim miejscu, po skokach na 64,5 m i 65,5 m. Przegrał jedynie z Józefem Gąsienicą-Danielem i Erwinem Fiedorem. Tydzień później w podobnych zawodach zajął piąte miejsce. Natomiast w konkursie Pucharu Beskidów w Szczyrku był 20. po dwóch skokach o długości 69 m. W Wiśle z kolei zajął 23. miejsce. W zawodach Pucharu Przyjaźni w Zakopanem był osiemnasty. 15 lutego na Mistrzostwach Polski 1969 w tej samej miejscowości zdobył w barwach WKS Zakopane srebrny medal na normalnej skoczni. W obu seriach uzyskał 67,5 m, a do triumfatora, Józefa Przybyły miał stratę 5,9 pkt. Następnego dnia w konkursie na Wielkiej Krokwi był dwunasty, uzyskując 96 m w pierwszej kolejce i o pół metra mniej w drugiej.
W pierwszym tygodniu marca odbyły się konkursy skoków w ramach Memoriału Bronisława Czecha i Heleny Marusarzówny. Bieniek uplasował się w nich na 39. i 10. miejscu.
23 marca w Mistrzostwach TOZN na tym samym obiekcie zajął piąte miejsce. W kwietniu był tam czwarty w klasyfikacyjnym konkursie seniorów.

### 1969/1970
W rozegranym w październiku krajowym konkursie sprawdzającym w Szczyrku zajął drugie miejsce wśród seniorów, przegrywając jedynie z Józefem Przybyłą. W grudniu przed wyjazdem na 18. Turniej Czterech Skoczni wziął udział w konkursie klasyfikacyjnym w Zakopanem, gdzie był siedemnasty. Na Turnieju zajmował dalekie pozycje – w Oberstdorfie zajął 74. miejsce, w Garmisch-Partenkirchen był 66., w Innsbrucku uplasował się na 87. miejscu, a w Bischofshofen nie wystartował. W klasyfikacji generalnej zajął 85. miejsce.
Dwa dni po zakończeniu turnieju Bieniek skakał w konkursie Pucharu Beskidów w Zakopanem – ukończył go na 21. miejscu. 4 lutego w Mistrzostwach Polski 1970 był piąty na Średniej Krokwi, uzyskując 65,5 m i 67 m. 8 marca na dużym obiekcie zajął trzynaste miejsce. Dzień wcześniej został wicemistrzem Śląska, po skokach na 82 m i 81,5 m przegrywając tylko ze Stanisławem Gąsienicą-Danielem. Bieniek znalazł się w składzie reprezentacji Polski na Mistrzostwa Świata 1970 w Szczyrbskim Jeziorze, ale nie wystąpił w żadnym z konkursów, pozostając rezerwowym zawodnikiem.

### 1970/1971
W sezonie 1970/1971 Bieniek powrócił do barw LKS Skrzyczne Szczyrk. W rozegranym 26 grudnia konkursie o Puchar Telewizji w Zakopanem zajął siódme miejsce.
W 19. Turnieju Czterech Skoczni zajął 42. miejsce w generalnej klasyfikacji. Rywalizację rozpoczął od 27. miejsca w Oberstdorfie, które uzyskał po skokach na 74 m i 78 m. W Ga-Pa był 48., natomiast w Innsbrucku osiągnął najlepszy rezultat – 18. pozycję po oddaniu skoków na 88 m i 81 m. Na koniec w Bischofshofen był 68.
Po powrocie z turnieju wziął udział w rywalizacji o Puchar WKZZ Katowice rozegranej w Szczyrku i zwyciężył. Oddał skoki na 78 m i 81,5 m, dzięki którym wyprzedził drugiego Józefa Kocyana o jeden punkt. Na Mistrzostwach Polski 1971 zajął 18. miejsce na dużej skoczni w Wiśle i 21. na normalnej w Szczyrku.

### Późniejsze sezony
Na Mistrzostwach Polski 1972 w Zakopanem, reprezentując LKS Klimczok Bystra, zajął 15. miejsce na dużej skoczni i 20. na normalnej. Rok później na Śląsku, ponownie skacząc w barwach szczyrkowskiego klubu, był odpowiednio 21. i 12.. Na Mistrzostwach Śląska w Wiśle zajął 24. miejsce. W konkursie o Puchar Karkonoszy w Szklarskiej Porębie uplasował się na 23. lokacie. W zawodach Pucharu Beskidów plasował się na 8. i 18. miejscu.
W 1973 wystartował w Memoriale Czecha i Marusarzówny, jednak w obu konkursach zajął dalekie lokaty
Pod koniec stycznia 1974 w otwartym konkursie w Zakopanem był dziesiąty. Następnie na MP 1974 zajął siódme miejsce na normalnej skoczni. Na skoczni dużej uplasował się na czwartej lokacie, po skokach na 97,5 m i 95 m. Do podium stracił 1,6 pkt. 4 marca zwyciężył w Pucharze Karkonoszy w Szklarskiej, po skokach na 66,5 m i 66 m, wyprzedzając drugiego Fortunę o 4,3 pkt.. Sześć dni później w Memoriale Czecha i Marusarzówny zajął 32. miejsce. Wziął też udział w konkursie Pucharu Tatr w Szczyrbskim Jeziorze, gdzie był ósmy.
W styczniu 1975 w konkursach Pucharu Beskidów w Wiśle zajął 11. i 4. miejsce (w tym drugim przypadku stracił 0,4 pkt do podium). 5 lutego na MP 1975 w rodzinnej miejscowości był czwarty. W pierwszej serii uzyskał 77,5 m, a w drugiej lądował metr krócej. Do brązowego medalisty, Aleksandra Stołowskiego, stracił 3,6 pkt. Trzy dni później na Wielkiej Krokwi był siódmy (uzyskał 107 m i 109,5 m). Reprezentował wówczas LKS Klimczok Bystra. Na Mistrzostwach Beskidów zajął drugie miejsce. W marcu zajął 39. miejsce w zakopiańskim memoriale. W kwietniu był 48. w dobrze obsadzonych zawodach międzynarodowych w Oberwiesenthal.
W 1976 ponownie zajął siódme miejsce podczas Mistrzostw Polski w Zakopanem. Na Wielkiej Krokwi uzyskał ten wynik po skokach na 95,5 m i 96 m. Na normalnym obiekcie był dziewiąty. W tamtym roku startował także w Memoriale Jana Legierskiego, gdzie zajął szóstą lokatę. Ponadto był 13. w konkursie Pucharu Przyjaźni w Zakopanem, oraz 20. i 7. w zawodach Pucharu Beskidów w Wiśle i Szczyrku
W 1977 po raz ostatni wystartował w krajowym czempionacie – zajął 18. miejsce na skoczni dużej i 42. na normalnej. W konkursie Pucharu Beskidów w Szczyrku był 31.

## Turniej Czterech Skoczni
| 18. Turniej Czterech Skoczni |                        |           |               |       |
| Oberstdorf                   | Garmisch-Partenkirchen | Innsbruck | Bischofshofen | klas. |
| 74                           | 66                     | 87        | –             | 85    |
| 19. Turniej Czterech Skoczni |                        |           |               |       |
| Oberstdorf                   | Garmisch-Partenkirchen | Innsbruck | Bischofshofen | klas. |
| 27                           | 48                     | 18        | 68            | 42    |

## Mistrzostwa Polski w skokach narciarskich
| Miejsce | Dzień       | Rok  | Miejscowość | Skocznia        | Punkt K | Skok 1  | Skok 2  | Nota      | Strata   | Zwycięzca                  |
| ------- | ----------- | ---- | ----------- | --------------- | ------- | ------- | ------- | --------- | -------- | -------------------------- |
| 6.      | 5 marca     | 1967 | Zakopane    | Wielka Krokiew  | K-90    | 92,5 m  | 92,5 m  | 199,3 pkt | 8,8 pkt  | Erwin Fiedor               |
| 18.     | 23 lutego   | 1968 | Szczyrk     | Skalite         | K-?     | 64,0 m  | 65,5 m  | 174,5 pkt | 41,3 pkt | Erwin Fiedor               |
| 14.     | 25 lutego   | 1968 | Wisła       | Malinka         | K-?     | 61,5 m  | 74,0 m  | 160,6 pkt | 40,5 pkt | Erwin Fiedor               |
| 2.      | 15 lutego   | 1969 | Zakopane    | Średnia Krokiew | K-65    | 67,5 m  | 67,5 m  | 202,7 pkt | 5,9 pkt  | Józef Przybyła             |
| 12.     | 16 lutego   | 1969 | Zakopane    | Wielka Krokiew  | K-90    | 96 m    | 95,5 m  | 202,9 pkt | 39,6 pkt | Tadeusz Pawlusiak          |
| 5.      | 15 lutego   | 1970 | Zakopane    | Średnia Krokiew | K-65    | 65,5 m  | 67,0 m  | 202,2 pkt | 13,1 pkt | Stanisław Gąsienica-Daniel |
| 13.     | 8 marca     | 1970 | Wisła       | Malinka         | K-?     | 89,5 m  | 84,0 m  | 177,9 pkt | 51,3 pkt | Stanisław Gąsienica-Daniel |
| 18.     | 21 lutego   | 1971 | Wisła       | Malinka         | K-?     | 75,0 m  | 79,0 m  | 187,8 pkt | 30,6 pkt | Adam Krzysztofiak          |
| 21.     | 14 marca    | 1971 | Szczyrk     | Skalite         | K-?     | 76,0 m  | 72,5 m  | 183,4 pkt | 37,9 pkt | Jan Kawulok                |
| 15.     | 20 lutego   | 1972 | Zakopane    | Wielka Krokiew  | K-?     | 95,5 m  | 96,0 m  | 198,1 pkt | 48,4 pkt | Wojciech Fortuna           |
| 20.     | 23 lutego   | 1972 | Zakopane    | Średnia Krokiew | K-?     | 61,5 m  | 62,5 m  | 186,7 pkt | 47,4 pkt | Adam Krzysztofiak          |
| 12.     | 2 lutego    | 1973 | Szczyrk     | Skalite         | K-?     | 72,5 m  | 74,0 m  | 198,3 pkt | 28,8 pkt | Tadeusz Pawlusiak          |
| 21.     | 4 lutego    | 1973 | Wisła       | Malinka         | K-?     | 72,5 m  | 69,0 m  | 162,4 pkt | 50,6 pkt | Czesław Janik              |
| 7.      | 31 stycznia | 1974 | Zakopane    | Średnia Krokiew | K-?     | 75,5 m  | 73,5 m  | 229,0 pkt | 23,5 pkt | Adam Krzysztofiak          |
| 4.      | 3 lutego    | 1974 | Zakopane    | Średnia Krokiew | K-?     | 97,5 m  | 95,0 m  | 206,5 pkt | 16,6 pkt | Stanisław Bobak            |
| 4.      | 5 lutego    | 1975 | Szczyrk     | Skalite         | K-?     | 77,5 m  | 76,5 m  | 219,2 pkt | 21,1 pkt | Adam Krzysztofiak          |
| 7.      | 8 lutego    | 1975 | Zakopane    | Wielka Krokiew  | K-116   | 107,0 m | 109,5 m | 235,6 pkt | 23,5 pkt | Stanisław Bobak            |
| 9.      | 20 lutego   | 1976 | Zakopane    | Średnia Krokiew | K-?     | 70,0 m  | 66,0 m  | 200,7 pkt | 35,1 pkt | Stanisław Bobak            |
| 7.      | 21 lutego   | 1976 | Zakopane    | Wielka Krokiew  | K-116   | 95,5 m  | 96,0 m  | 197,1 pkt | 36,2 pkt | Marek Pach                 |
| 18.     | 4 lutego    | 1977 | Zakopane    | Wielka Krokiew  | K-116   | 74,5 m  | 75,5 m  | 175,8 pkt | 67,1 pkt | Stanisław Bobak            |
| 42.     | 6 lutego    | 1977 | Zakopane    | Średnia Krokiew | K-?     | 64,5 m  | 61,5 m  | 140,0 pkt | 94,3 pkt | Janusz Waluś               |

## Inne sukcesy
- 2. miejsce w Mistrzostwach Śląska 1970[1]
- Zwycięstwo w V Zawodach Narciarskich o Puchar WKZZ Katowice w 1971[25]